# Álex Rangel
Álex Daniel Rangel Corozo (ur. 18 marca 2002 w Guayaquil) – ekwadorski piłkarz występujący na pozycji środkowego obrońcy, od 2024 roku zawodnik Barcelony SC.